# Jacob Emanuel Gaisser
Jacob Emanuel Gaisser (Augusta, 21 novembre 1825 – 21 gennaio 1899) è stato un pittore tedesco.

## Biografia
Frequentò inizialmente la scuola d'arte di Johann Geyer e successivamente entrò all'Accademia di Belle Arti di Monaco seguendo gli insegnamenti di Clemens Zimmermann e Julius Schnorr von Carolsfeld. 
Dopo gli studi si stabilì definitivamente a Monaco di Baviera, dove espose dal 1867 le sue opere all'interno dell'Unione Art.
I suoi dipinti, solitamente di misura contenuta e sempre di ottima fattura, suscitarono ben presto, per l'elegante disegno, la grazia e la ricercatezza nell'abbinamento dei colori, l'interesse dei collezionisti e dei mercanti e, successivamente, anche delle edizioni d'arte, il che contribuì ad estendere la notorietà del pittore al di là dei confini nazionali.
I suoi soggetti preferiti, spesso in costumi del XVII secolo e del rococò, furono scene di cavalieri e dame che brindano allegramente in locande e cantine, moschettieri che giocano a carte ed a scacchi, soldatesche ed acquartieramenti militari in castelli e monasteri.
Avviò alla pittura anche il figlio Max, che ne seguì le orme e acquistò notorietà dipingendo analoghi soggetti.
Gaisser morì, dopo una lunga malattia, il 21 gennaio 1989.

## Musei
Le sue opere sono nei musei di Magonza, Monaco di Baviera, Rostock, Chemnitz.